# Bundesjazzorchester

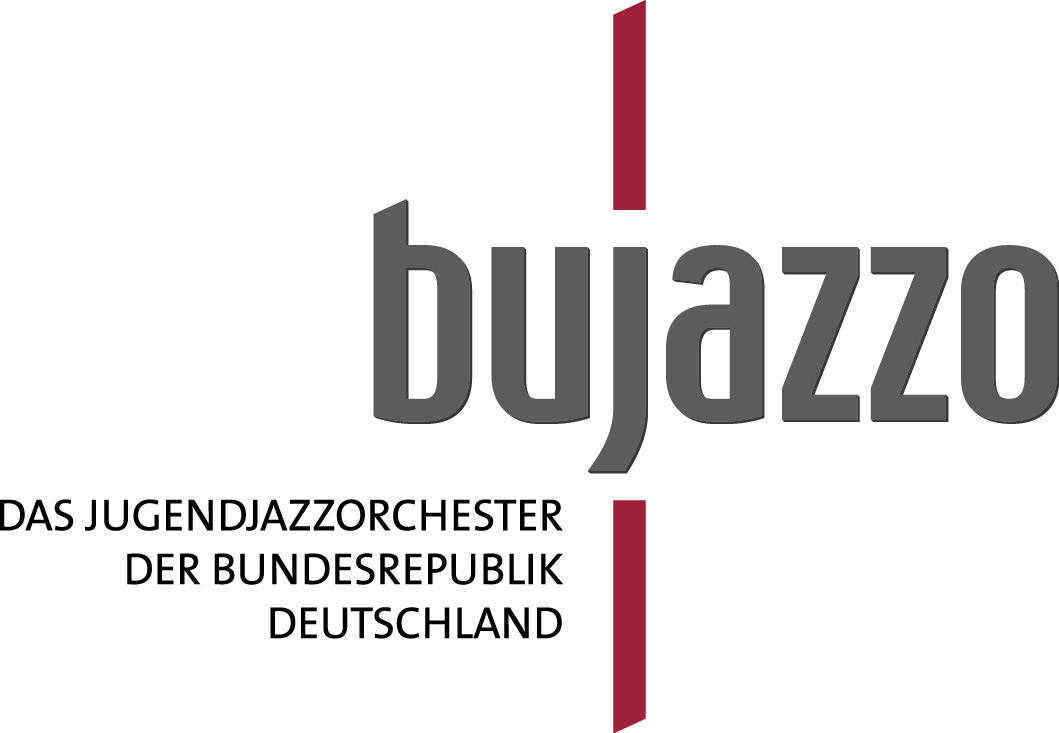
Logo Bundesjazzorchester

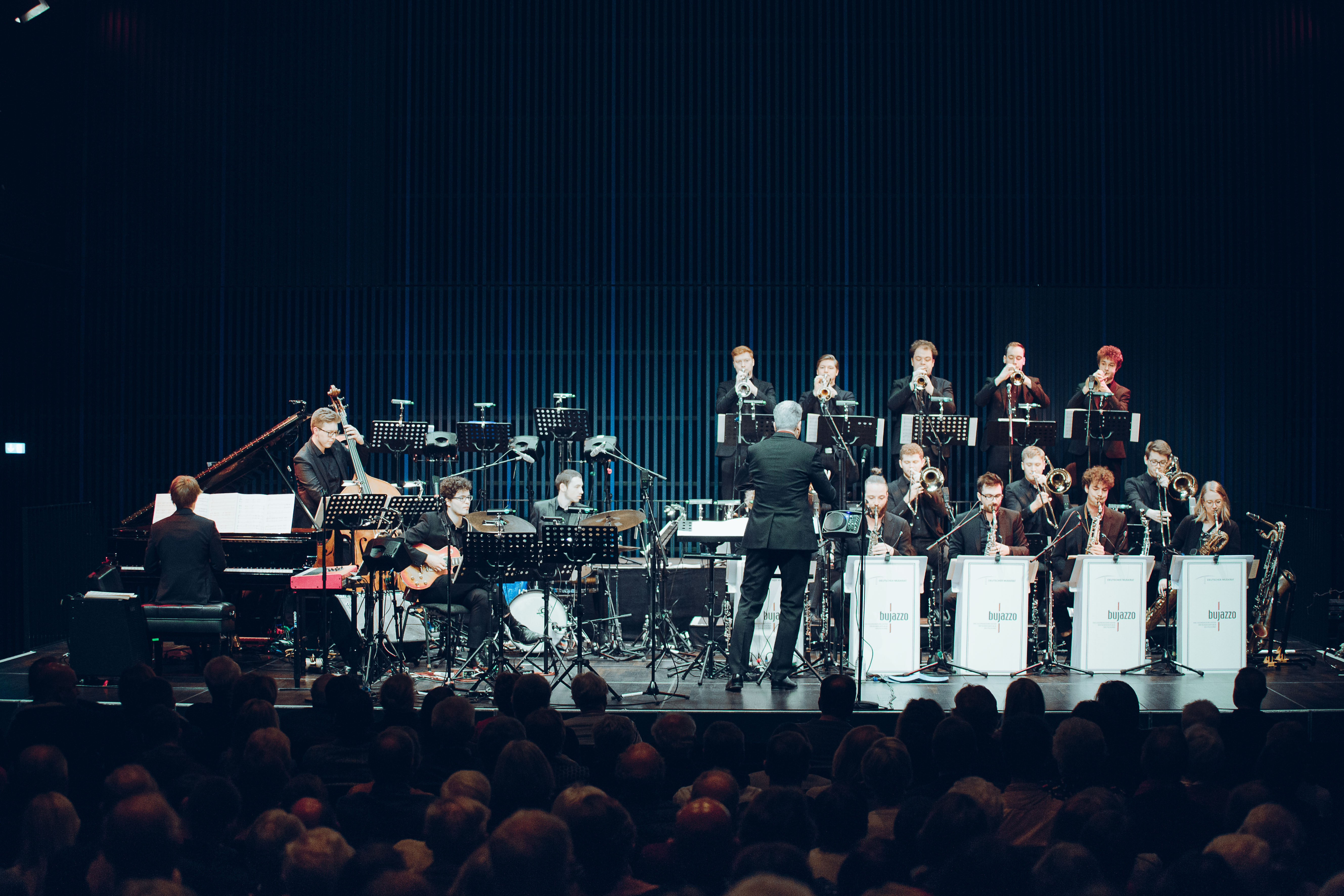
Konzert Bundesjazzorchester Donaueschingen, 6. März 2020. (c) Deutscher Musikrat, Christian Debus

Das Bundesjazzorchester (BuJazzO) ist das nationale Jugendjazzorchester der Bundesrepublik Deutschland mit Sitz in Bonn. Gegründet wurde das Ensemble 1987 von Peter Herbolzheimer. Träger ist die Deutscher Musikrat gemeinnützige Projektgesellschaft mbH. Das BuJazzO besteht aus einer 19-köpfigen Bigband (5 Trompeten, 5 Posaunen, 5 Saxophonen, Klavier, Gitarre, Bass und Schlagzeug) mit Vokalensemble (Sopran 1, Sopran 2, Alt, Tenor, Bass). Die Mitglieder sind in der Regel zwischen aktuell 18 und maximal 24 Jahre alt und studieren an deutschen oder europäischen Musikhochschulen.

## Gründung
Das Orchester wurde 1987 auf Anregung des Deutschen Musikrates gegründet. Am 6. Januar 1988 trat es zum ersten Mal bei einem Auftritt im Bundeskanzleramt an die Öffentlichkeit.
Seit seiner Gründung gilt das Ensemble als wertvolles Bindeglied zwischen Ausbildung und Beruf und als ausgezeichnete Talentschmiede für den Jazznachwuchs. Die Mitgliedschaft im Bundesjazzorchester wurde und wird als große Auszeichnung verstanden und ist nur über ein Vorspiel zu erreichen. Jährlich gehen rund 250 Bewerbungen beim Deutschen Musikrat ein. Nur rund 35 junge Musiker schaffen es, für die Dauer von zwei Jahren in die Förderung des Projekts aufgenommen zu werden, dann rücken neue Talente in das Orchester nach.
Die Arbeitsphasen bilden den Kern des pädagogischen Angebots des BuJazzO. In der Regel finden zwei Arbeitsphasen im Jahr statt, die durch weitere Sonderarbeitsphasen flankiert werden können (zum Beispiel mit den Patenorchestern WDR Big Band, National Youth Jazz Orchestra (England) sowie dem Nationaal Jeugd Jazz Orkest (Niederlande)). In den Arbeitsphasen werden regelmäßig neue musikalische Programme erarbeitet, die in anschließenden Konzerten im In- und Ausland präsentiert werden.
Das Bundesjazzorchester ist seit 2010 Patenorchester der WDR Big Band. Seit 2014 bzw. 2016 besteht eine Kooperation mit dem National Youth Jazz Orchestra (England) sowie dem Nationaal Jeugd Jazz Orkest (Niederlande).

## Leitung
Das Bundesjazzorchester wird seit 2011 geleitet von einer künstlerischen Doppelspitze; seit 2020 besteht sie aus dem Komponisten/Arrangeur/Posaunisten Ansgar Striepens und dem Komponisten/Arrangeur/Saxophonisten Niels Klein. Ihre Arbeit wird unterstützt durch wechselnde, namhafte Gastdirigenten, Gastsolisten und Dozenten.
Von Anfang an bis ins Jahr 2006 stand das Bundesjazzorchester unter der Leitung von Peter Herbolzheimer, einem renommierten deutschen Bigbandleiter. Zwischen 2007 und Mitte 2011 wechselte die künstlerische Leitung halbjährlich zwischen renommierten Dirigenten. 2011 bis 2020 dirigierten Jiggs Whigham und Niels Klein im Wechsel mit Gastdirigenten aus aller Welt das BuJazzO und legten gemeinsam die Programme des Ensembles fest. Im Januar 2020 löste Ansgar Striepens Jiggs Whigham in seiner Funktion ab. Zugleich ernannte das Bundesjazzorchester Whigham zu seinem Ehrendirigenten.
- 1988–2006 Peter Herbolzheimer
- 2007 Marko Lackner, Bill Dobbins
- 2008 Ed Partyka, Jiggs Whigham
- 2009 Mike Herting, Niels Klein
- 2010 Steffen Schorn, Marko Lackner
- 2011 Maria Baptist, Jiggs Whigham
- 2012 John Ruocco, Jiggs Whigham, Ansgar Striepens
- 2013 Niels Klein, Mike Herting, Florian Ross
- 2014 Alexander von Schlippenbach, Manfred Schoof, Niels Klein
- 2015 Jiggs Whigham, John Hollenbeck, Ansgar Striepens
- 2016 Niels Klein, Jörg Achim Keller, Jiggs Whigham
- 2017 Michael Villmow, Niels Klein, Ansgar Striepens
- 2018 Niels Klein, Steffen Schorn, Jiggs Whigham
- 2019 Jiggs Whigham, Django Bates, Ansgar Striepens
- 2020 Ansgar Striepens, Niels Klein
- 2025 Niels Klein, Theresia Philipp

## Repertoire
Das jeweils aktuelle Programm setzt sich aus Werken bedeutender Komponisten und Arrangeure der Jazzgeschichte sowie der nachwachsenden, aktuellen Jazzszene zusammen. Durch das System der wechselnden künstlerischen Leitung wechseln auch die Programme. Sie werden jeweils in den Arbeitsphasen des Bundesjazzorchesters einstudiert. In der Regel finden zwei Arbeitsphasen im Jahr statt (Winter und Sommer), die durch weitere Sonderarbeitsphasen flankiert werden können (zum Beispiel im Herbst mit den Patenorchestern WDR Big Band, National Youth Jazz Orchestra (UK) und Nationaal Jeugd Jazz Orkest (Niederlande)).

## Veröffentlichungen
Das BuJazzO hat bis 2020 sechzehn Alben veröffentlicht:
- Vol. 1 (Deutsche Harmonia Mundi / Ars Musici 1988; Leitung: Peter Herbolzheimer)
- Vol. 2 (Ars Musici 1991; Leitung: Peter Herbolzheimer)
- Vol. 3 – Tour on the Baltic States and Russia 1993 (Ars Musici 1993; Leitung: Peter Herbolzheimer)
- Vol. 4 – Focus on Vocals (Mons 1997; Leitung: Peter Herbolzheimer; Doppel-CD)
- Vol. 5 – On Tour (Mons 1999; Leitung: Peter Herbolzheimer)
- Vol. 6 – Calling South Africa (Mons 2006; Leitung: Peter Herbolzheimer)
- Vol. 7 – The Next Generation (2007–2009; Leitung: Marko Lackner, Bill Dobbins, Ed Partyka, Jiggs Whigham, Steffen Schorn; Doppel-CD)[3]
- Vol. 8 – City Grooves (MBM/Harmonia Mundi, 2011; Leitung: Maria Baptist)[4]
- Vol. 9 – Originals (2010; Leitung: Marko Lackner)[3]
- Vol. 10 – Calcutta Ending (GMO 2011; Leitung: Mike Herting)
- Vol. 11 – 25 (DoubleMoon 2013; Leitung: Jiggs Whigham & Niels Klein; Doppel-CD)[5]
- Vol. 12 – Afropa (GMO 2014; Leitung: Mike Herting)
- Vol. 13 – Groove and the Abstract Truth (Double Moon 2016; Leitung: Niels Klein)
- Vol. 14 – Verley uns Frieden (Double Moon 2017; Leitung: Michael Villmow)
- Vol. 15 – BuJazzO 30 (Double Moon 2018, u. a. mit Gastsolisten wie Nils Landgren und Wolfgang Niedecken)
- Vol. 16 – Cuban Fire (Double Moon 2019; Leitung: Jiggs Whigham)
- Vol. 17 – A Tribute to the Clarke-Boland Big Band (Double Moon 2021; Leitung: Jiggs Whigham)[6]
- Vol. 18 – 35 Years – Bundesjazzorchester (Double Moon 2024; Leitung: Ansgar Striepens und Niels Klein)

## Auszeichnungen
1997 erhielt das BuJazzO den Deutschen Musikpreis, 2010 den WDR-Jazzpreis für Nachwuchsorchester und 2012 einen ECHO Jazz als „Sonderpreis für außerordentliche Leistungen im Jazz-Bereich“. Aufgrund der Bedeutung des Wirkens und der musikalischen Kompetenz der Formation, die eine „klingende Visitenkarte des Jazz made in Germany“ sei, wurde das Bundesjazzorchester 2018 mit dem Frankfurter Musikpreis geehrt.

## Finanzierung
Das Bundesministerium für Familie, Senioren, Frauen und Jugend, der Westdeutsche Rundfunk, die Gesellschaft zur Verwertung von Leistungsschutzrechten und die Daimler AG teilen sich die Förderung des Bundesjazzorchesters. Auch die Teilnehmer tragen mit Eigenbeiträgen zur Finanzierung bei.

## Bewerber
Das Höchstalter beträgt 24 Jahre. Ein Eintritt in das Ensemble ist bis zum Alter von 22 Jahren möglich. Mitglieder verpflichten sich für die Dauer von zwei Jahren bzw. vier Arbeitsphasen. Teilnahmevoraussetzung ist ein bestandenes Auswahlvorspiel. Besetzt sind alle Bigband-Instrumente plus Vokalensemble. Die Arbeitsphasen setzen sich zusammen aus Orchester- und Satzproben, Instrumentalunterweisung – einzeln oder in Gruppen – sowie einem musikalischen Rahmenprogramm und informativen Zusatzangeboten.